# August Van Steelant
August Van Steelant, né le 8 avril 1921 à Saint-Nicolas en Belgique et décédé le 24 octobre 1971 dans la même ville, est un footballeur international belge qui joue au poste d'attaquant.
Il passe l'intégralité de sa carrière au Sint-Niklaasse SK, avec ses deux frères Albert et Frans.

## Biographie
Les trois frères Van Steelant, Albert, Frans et August intègrent l'équipe première du Sint-Niklaasse SK, le club de leur ville natale, en 1938. À l'époque, le club évolue en Promotion, le troisième niveau national. Durant la Seconde Guerre mondiale, le club grimpe dans la hiérarchie et atteint la Division d'Honneur grâce à deux titres de champion consécutifs, d'abord en Promotion en 1943 en Promotion puis en  en Division 1 en 1944. Les compétitions sont ensuite interrompues pendant un an et lorsqu'elles reprennent, le club se retrouve dans une élite élargie après l'annulation des relégations subies pendant le conflit.
August Van Steelant est un titulaire indiscutable dans l'équipe première. En deux saisons, il dispute 68 matches et inscrit 21 buts. Hélas, le club est relégué au niveau inférieur à l'issue de la saison 1946-1947. Après cette relégation, ses deux frères arrêtent le football. Il décide toutefois de continuer à jouer pour Sint-Niklaasse et, malgré sa présence au deuxième échelon hiérarchique, il est sélectionné pour la première fois en équipe nationale belge le 14 mars 1948 pour disputer un match amical face aux Pays-Bas. Il inscrit le seul but des Diables Rouges d'un match qui se termine sur le score d'un but partout. Un mois plus tard, il honore sa deuxième sélection, toujours contre les Pays-Bas, et inscrit un nouveau but, cette fois encore synonyme de partage, deux buts partout. Il inscrit un troisième et dernier but en équipe nationale contre l'Espagne le 10 juin 1951, permettant aux Belges de décrocher un partage trois buts partout. Il joue son dernier match international le 14 octobre 1951 lors d'une défaite 1-8 contre l'Autriche et sera encore appelé deux fois en 1952 sans toutefois monter au jeu.
En club, August Van Steelant continue de marquer régulièrement pour son club. Il prend sa retraite sportive en 1956 avec à son actif 247 matches joués et 126 buts inscrits en deuxième division. Il meurt dans un accident de la circulation le 24 octobre 1971, renversé par un autobus.

## Statistiques

### Sélections internationales
August Van Steelant a été sélectionné à douze reprises en équipe nationale belge. Il prend part à huit rencontres et inscrit trois buts. 
Le tableau ci-dessous reprend toutes les sélections d'August Van Steelant. Les matches qu'il ne joue pas sont indiqués en italique. Le score de la Belgique est toujours indiqué en gras.
| Date       | Compétition  | Adversaire | Lieu      | Score | Remarque  |
| ---------- | ------------ | ---------- | --------- | ----- | --------- |
| 14/03/1948 | Match amical | Pays-Bas   | Anvers    | 1-1   | 54e (1-1) |
| 18/04/1948 | Match amical | Pays-Bas   | Rotterdam | 2-2   | 47e (1-2) |
| 28/04/1948 | Match amical | Écosse     | Glasgow   | 2-0   |           |
| 06/06/1948 | Match amical | France     | Bruxelles | 4-2   |           |
| 21/11/1948 | Match amical | Pays-Bas   | Anvers    | 1-1   |           |
| 13/03/1949 | Match amical | Pays-Bas   | Amsterdam | 3-3   |           |
| 12/11/1950 | Match amical | Pays-Bas   | Anvers    | 7-2   |           |
| 10/06/1951 | Match amical | Espagne    | Bruxelles | 3-3   | 57e (2-2) |
| 17/06/1951 | Match amical | Portugal   | Lisbonne  | 1-1   |           |
| 14/10/1951 | Match amical | Autriche   | Bruxelles | 1-8   |           |
| 23/03/1952 | Match amical | Autriche   | Vienne    | 2-0   |           |
| 06/04/1952 | Match amical | Pays-Bas   | Anvers    | 4-2   |           |

## Palmarès
- 1 fois champion de Promotion (D3) en 1943 avec le Sint-Niklaasse SK.
- 1 fois champion de Division 1 (D2) en 1944 avec le Sint-Niklaasse SK.